# Domburg (Nederland)
Domburg is een stad, sinds 1997 liggend in de gemeente Veere, in de Nederlandse provincie Zeeland. Het is gelegen aan de westkust van het voormalige eiland Walcheren en is de op twee na oudste badplaats van het land. Domburg telt (per 1 januari 2023) 1.710 inwoners.

## Geschiedenis
In 1647 werd na een storm op het strand van Domburg een schrijn van ongeveer 40 stenen met Latijnse inscripties en beelden van verschillende goden, waaronder Neptunus en Mercurius, ontdekt, samen met de lokale godin Nehalennia. Volgens de inscripties werd het heiligdom gebouwd door kooplieden om hun schepen en hun bedrijven te beschermen. Op hetzelfde strand zijn munten uit verschillende perioden gevonden, de oudste stamt uit het jaar 650, waaronder Angelsaksische sceattas.

## Bouwwerken

### Rijksmonumenten
- Stadhuis (1567)
- Protestantse Kerk (13de eeuw)
- Watertoren (1933)
- Badpaviljoen (1889)
- Villa Carmen Sylva (1887)

Domburg telt 28 inschrijvingen in het rijksmonumentenregister, zie verder de lijst van rijksmonumenten in Domburg.

### Andere bouwwerken
- Korenmolen Weltevreden (1817)
- Buitenplaats Klein-Duinvliet (1840)
- Villa De Wael (1883)
- Villa Duinenburg (1885)

### Verdwenen gebouwen
- Oude Buitenplaats Duinvliet (1815)
- Oude Badhotel (1866-1993)
- Oude Badpaviljoen (1837-1889)
- Het Schuttershof (1738-1944)
- Strandhotel (1898-1944)
- 't Hof Domburg (1733-..)
- Villa Duinoord
- Villa Irma (1887-1949)
- Villa Sommerhoff (1887-1944)
- Villa Marie, later Villa Zeerust (1890-1939)
- Hotel de l'Europe
- Villa Loverendale (1908-1992)
- Tentoonstellingslokaal (1911-1922)

## Beeldende kunst
Domburg staat ook bekend als een plek waar in het begin van de 20e eeuw veel kunstenaars naartoe trokken om daar de inspiratie van het "Zeeuwse Licht" op te zoeken. Jan Toorop was een van de bekendste schilders die, samen met een aantal bevriende kunstenaars, Domburg regelmatig bezocht. Hij bouwde bij de duinen een klein tentoonstellingslokaal ("Het Kotje van Toorop") om verkoopexposities te organiseren. Een andere bekende schilder die in Domburg werkte was Piet Mondriaan, die hier vooral veel schetsen maakte van de zee en het kerkje, waaruit later zijn eerste abstracte werken ontstonden ("Pier en Oceaan"). In het Mondriaanjaar 1994 werd door het Marie Tak van Poortvliet Museum het tentoonstellingslokaal van Toorop heropgericht.

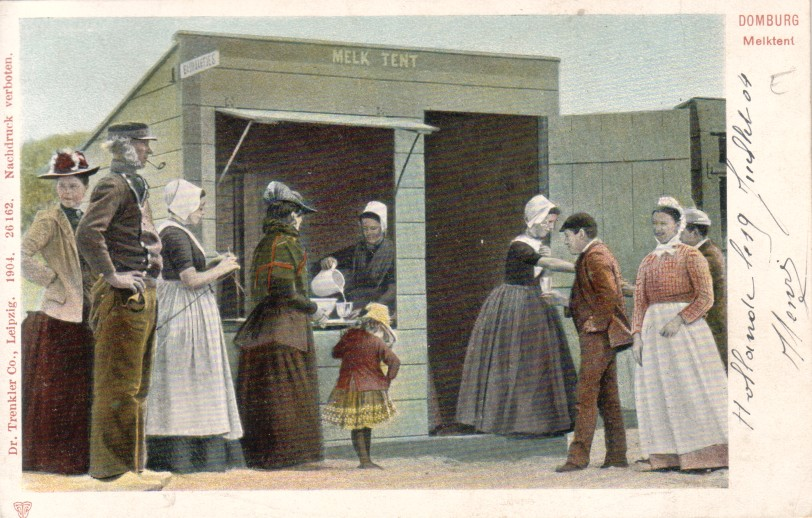
Canon van Zeeland, venster 43 Mondriaan in Domburg, 1890-1920
- Melktent in Domburg, 1904

## Sport en recreatie
Ten westen van Domburg ligt een 9 holes golfbaan van de Domburgsche Golf Club.
In Domburg kan men 's zomers op verschillende tijdstippen het ringrijden meemaken. Deze traditionele behendigheidswedstrijden op ongezadelde trekpaarden is een Zeeuws fenomeen. De wedstrijden, hier georganiseerd door de Domburgse Ringrijders Vereniging, worden van oudsher op de Markt gehouden. Tijdens de kermis wordt ook het Gaaischieten gehouden: nog een Domburgse traditie waarbij het doel is de gaai te schieten.
Jaarlijks wordt in Domburg de surfwedstrijd de "Domburg Classic" gehouden. Naast de Domburg Classic zijn er ook nog verschillende andere wedstrijden zoals de Zeeuwse Kampioenschappen.
Door Domburg loopt de Europese wandelroute E9, ter plaatse ook Deltapad geheten.

## Bekende (ex-) bewoners
- Huibert Martin Kesteloo (1842-1918)
- Marie Tak van Poortvliet (1871-1936)
- Johanna Madeleine Elout (1875-1957)
- Jacoba van Heemskerck (1876-1923)
- Rika Ghijsen (1884-1976)
- Willem Maurits de Brauw (1914-1943)
- Johan Willem Quarles van Ufford (1894-1951)